# Comitas aequatorialis
Comitas aequatorialis é uma espécie de gastrópode do gênero Comitas, pertencente a família Pseudomelatomidae.